# Country-Musik 1931
Die Liste bietet eine Übersicht über das Jahr 1931 im Genre Country-Musik.

## Ereignisse
- Die Radioshow Iowa Barn Dance Frolic geht 1930 auf WHO in Des Moines, Iowa, erstmals auf Sendung

## Top-Hits des Jahres
- When Your Hair Has Turned to Silver – Frank Luther und Carson Robison (unter dem Pseudonym „Bud & Joe Billings“)
- Miss McLeod's Reel – Gid Tanner and his Skillet Lickers
- Shanghai Rooster Yodel – Cliff Carlisle

## Geboren
- 16. März – Shirley Collie Nelson († 2010)
- 5. April – Jack Clement († 2013)
- 5. April – Bill Clifton
- 21. April –  Carl Belew († 1990)
- 27. April – Maxine Brown († 2019)
- 29. April – Lonnie Donegan († 2002)
- 28. Mai – Sonny Burgess († 2017)
- 1. September – Boxcar Willie († 1999)
- 12. September – George Jones († 2013)
- 14. September – Tommy Blake († 1985)
- 2. Oktober – Bill Watkins
- 7. Oktober – Gordon Terry († 2006)
- 28. Oktober – Jimmy Patton († 1989)
- 13. November – Sonny Fisher († 2005)
- 1. Dezember – Jim Nesbitt
- 6. Dezember – Lonesome Drifter
- 7. Dezember – Bobby Osborne
- 17. Dezember – Frank Miller
- 27. Dezember – Scotty Moore († 2016)
- 30. Dezember – Skeeter Davis († 2004)

## Gestorben
- 17. Februar – Uncle Jimmy Thompson
- 21. März – Charlie Poole